# Ansambel Nika Zajca
Ansambel Nika Zajca je nekdanja narodnozabavna zasedba, ki je bila ustanovljena leta 1970, delovala pa je vse do smrti vodje ansambla leta 1998. Gre za enega najbolj priljubljenih ansamblov, ki je med drugim večkrat zmagal na tekmovalni oddaji Lojtrca domačih.

## Zasedba
Inštrumentalni trio Nika Zajca so sestavljali Niko Zajc na harmoniki, Fredo Pichler na kitari in Maks Oražem na kontrabasu. Pichlerja je pozneje zamenjal Franc Pestotnik. V takšni zasedbi so posneli 2 mali in 3 velike gramofonske plošče. Tudi basisti so se v času delovanja nekajkrat zamenjali. Najprej je Oražma nadomestil Miro Medved, v poznejšem obdobju pa Rafael Sitar. Igrali in peli so na raznih javnih prireditvah, izvajali pa so predvsem skladbe ansamblov Bratov Avsenik, Rudija Bardorferja in Borisa Kovačiča.
Kvartet Fantje z Gozda, ki je nastopal z inštrumentalnim triom, so sestavljali brata Jože in Franc Spruk, njun bratranec Rudi Spruk in Miro Dolinšek. Kvartet se je pozneje preoblikoval v tercet, ki sta ga še vedno sestavljala brata Spruk, pridružil pa se jima je Lado Bernot. Po ločitvi od tega kvarteta sta z ansamblom prepevala Majda Korošec in Boris Kopitar, ki je bil v tem času že zelo prepoznavna in izpostavljena medijska osebnost. Kopitarja je proti koncu zamenjal Franc Brvar.

## Delovanje
Inštrumentalni trio Nika Zajca je začel z igranjem že leta 1968. Leta 1970 so prvič javno nastopili skupaj s pevskim kvartetom Fantje z Gozda (bili so namreč iz Gozda nad Kamnikom). Ta nastop velja za začetek Ansambla Nika Zajca. Skupaj so delovali dvanajst let in v tem času posneli štiri velike plošče. Po ločitvi od Fantov z Gozda je ansambel nov vzpon doživel s pevcema Majdo Korošec in Borisom Kopitarjem ter z basistom Mirom Medvedom in kasneje z basistom Ludvikom Kosom. Z njimi so posneli šest kaset. Na zadnjih posnetkih ansambla je Kopitarja zamenjal Franc Brvar.
Zaradi želje po drugačnosti skladb Ansambla Lojzeta Slaka niso veliko igrali. Avtor glasbe za skladbe ansambla je bil vodja Niko Zajc, besedila pa sta na začetku pisala Vera Krajnc in Jože Spruk (član Fantov z Gozda), večino pa je pozneje napisal Ivan Sivec.
Ansambel je prenehal z delovanjem, ko je zaradi možganske kapi 26. aprila 1998 nenadoma umrl vodja ansambla in harmonikar Niko Zajc.
Utemeljitelj narodnozabavne glasbe Slavko Avsenik je večkrat javno izrazil navdušenje nad Zajčevim načinom igranja. Niko Zajc je bil tudi tisti, ki je prvi povzdignil izdelovalca harmonik Rutar.

### Poznejše priredbe
Nekatere skladbe, ki jih je izvajal Ansambel Nika Zajca, je prvi priredil Ansambel Zajc (nekakšni nasledniki ansambla), ki je deloval le približno 4 leta. Leta 2015 je Ansambel Jureta Zajca, ki ga vodi Zajčev vnuk Jure, priredil skladbo Ljubezen je kriva za vse. Še pred njimi pa je Ansambel Modrijani priredil skladbo Moja ladja, ki se nahaja tudi na njihovem albumu Ti moja rožica.

## Nasledniki – Ansambel Zajc
Leta 2011 sta vnuka Nika Zajca, Jure Zajc in Anže Šuštar, ustanovila svoj Ansambel Zajc. Kot člani so svoj čas v njem delovali tudi najprej Rok Mehle in Anamarija Purgar, nato pa Primož Logaj, Tjaša Hrovat in Robert Koderman. Ansambel je deloval le tri leta in razpadel z novim letom 2015 zaradi sporov med člani ansambla. V času delovanja so med drugim leta 2014 nastopili na festivalu v Števerjanu, kjer so poleg avtorske skladbe izvedli tudi skladbo Ansambla Nika Zajca Po Sloveniji. Nagrajeni so bili z nagrado za najboljši trio festivala. Po razpadu ansambla sta vnuka ustanovila vsak svoj ansambel. Tako sta nastala Ansambel Jureta Zajca in Ansambel Anžeta Šuštarja.

## Diskografija
Ansambel Nika Zajca je izdal več plošč in kaset. Nekatere med njimi:
1. Vrh Triglava (1972)
2. Rodna vas (1973)
3. Zapoj mi, zvon domači (1975)
4. Nazdravimo, prijatelji (1977)
5. Mi smo fantje korenjaki (1981)
6. Ljubezen je kriva za vse (1986)
7. Najlepše je tu pri nas (1989)
8. Nazdravje, sosed (1994)

## Največje uspešnice
Ansambel Nika Zajca je najbolj poznan po naslednjih skladbah:
- Divji lovec
- Ljubezen je kriva za vse
- Moja ladja
- Nazdravimo, prijatelji
- Po Sloveniji
- Slavček
- V Volčjem potoku